# Protestantische Kirche (Gennep)

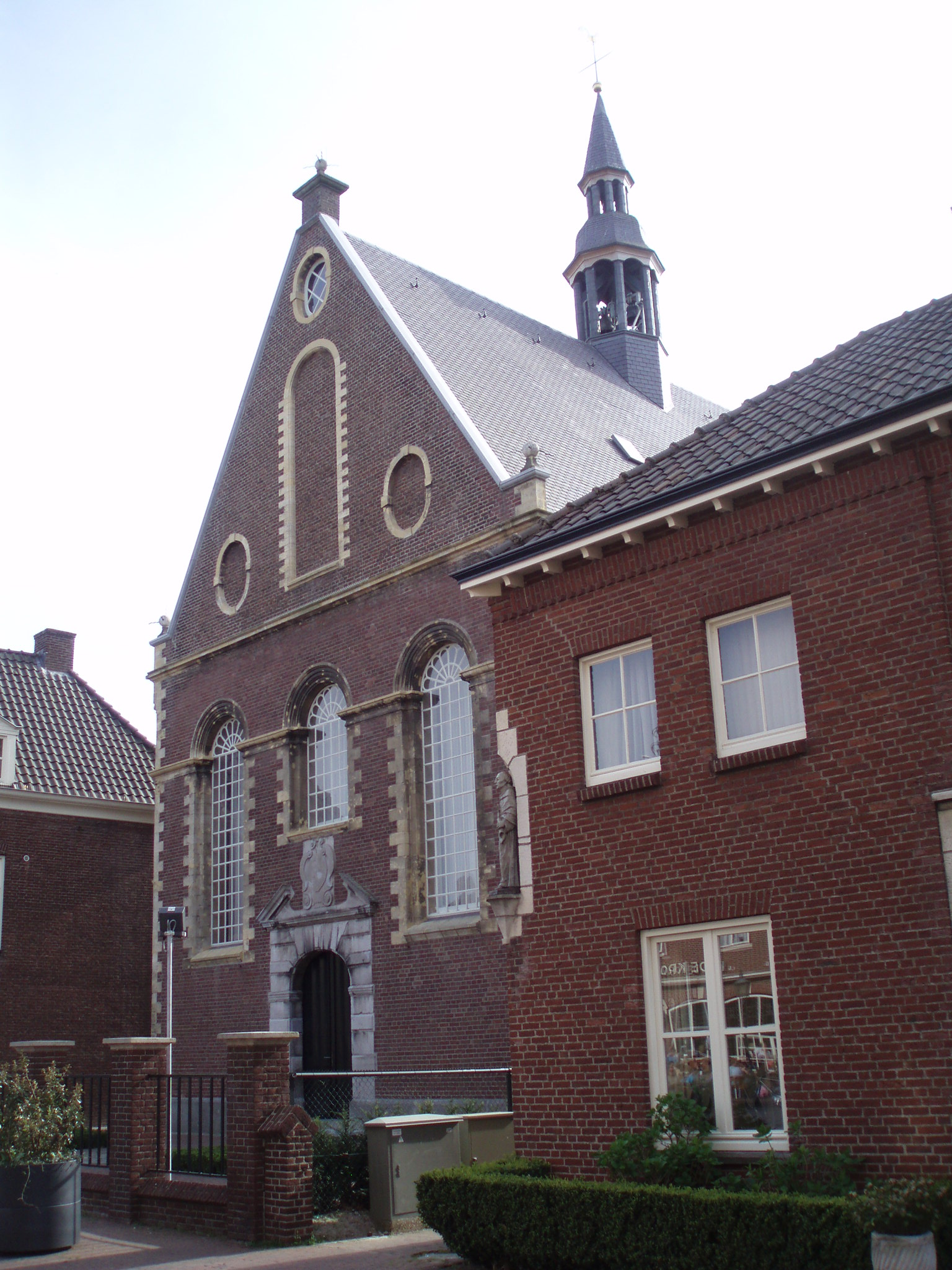
Reformierte Kirche in Gennep

Die Protestantische Kirche (früher Hervormde Kerk, deutsch Reformierte Kirche) in der niederländischen Stadt Gennep, gebaut zwischen 1661 und 1663, ist eine dreiseitig geschlossene Saalkirche. Sie gilt als älteste aus eigenen Mitteln errichtete reformierte Kirche auf dem Staatsgebiet der Niederlande. Die Kirche gehört zur Protestantischen Kirche in den Niederlanden und ist seit dem Jahr 1969 als Rijksmonument eingestuft.

## Geschichte
Das im Herzogtum Kleve gelegene Gennep war während des Achtzigjährigen Krieges ein wichtiger Zufluchtsort für niederländische Protestanten, die 1571 eine holländische Flüchtlingsgemeinde gründeten. Seit 1650 beschäftigte sich der Kirchenrat mit dem Bau eines Kirchengebäudes; unterstützt wurden sie durch den brandenburgischen Statthalter Johann Moritz von Nassau-Siegen. 1659 wurden die Bauarbeiten aufgenommen, die Entwürfe stammen wahrscheinlich von Pieter Post. 1663 konnte die Kirche in Betrieb genommen werden. Den Dachreiter erhielt sie 1695. 1902 wurde das Gebäude renoviert, im Zweiten Weltkrieg schwer beschädigt. Die letzte Renovierung erfolgte 2005.

## Gebäude und Ausstattung
Den Giebel aus Backstein ziert ein barockes Portal aus Naturstein, über dem das Wappen der Herren von Neukirchen-Vluyn angebracht ist. In dem kleinen, offenen, achtseitigen Dachreiter hängen zwei Glocken von 1695. Kirche und Ausstattung erlitten Schäden gegen Ende des Zweiten Weltkrieges.
Im Inneren ist die Kirche mit einem Tonnengewölbe versehen. Die Kanzel stammt von 1663, ein Kronleuchter von 1671. 

## Orgel
Die Orgel stifteten Godfried van Neukirchen und Aldia van Tengnagel 1708 anlässlich ihrer Hochzeit. Das Orgelwerk ging im Zweiten Weltkrieg unter und wurde 1950 durch ein neues Werk ersetzt, das von dem Orgelbauer Hendrik Spanjaard erbaut wurde, wobei noch verwertbares Material der historischen Orgel Wiederverwendung fand. Das Instrument hat 14 Register, darunter zwei Transmissionen, auf zwei Manualen und Pedal. Die Trakturen sind mechanisch.
| I Manual C–f3 |                |       |
| 1.            | Prestant       | 8′    |
| 2.            | Holpijp        | 8′    |
| 3.            | Octaaf         | 4′    |
| 4.            | Quint          | 2 ⁄3′ |
| 5.            | Octaaf         | 2′    |
| 6.            | Mixtuur II–III |       |

| II Manual C–f3 |           |    |
| 7.             | Gamba     | 8′ |
| 8.             | Roerfluit | 4′ |
| 9.             | Woudfluit | 2′ |
| 10.            | Kromhoorn | 8′ |
|                | Tremulant |    |

| II Pedal C–f3 |                  |     |
| 11.           | Subbas           | 16′ |
| 12.           | Bourdon          | 8′  |
| 13.           | Octaaf (= Nr. 1) | 8′  |
| 14.           | Octaaf (= Nr. 3) | 4′  |